# Долгоруков Юрій Володимирович
Юрій Володимирович Долгоруков (1664, Москва, Московське царство — 9 жовтня 1707, Айдар) — російський військовий діяч, брат фельдмаршала В. В. Долгорукова та державного діяча М. В. Догорукова, полковник. Убитий під час Булавінського повстання.

## Біографія
Походив зі знатного дворянського роду, старший син боярина Володимира Дмитровича Долгорукова. Із 1683 року — стольник ппи дворі Петра I. Із 1700 року — на військовій службі, служив у Преображенському полку.
У 1707 році на чолі невеликого загону полковник Долгоруков був направлений на Дон для пошуку біглих селян. Каральний загін у складі понад тисячу осіб з регулярної армії по Дону піднявся вгору, а потім пішов по березі Сіверського Дінця і в середині вересня 1707 прибув в містечко Митякін, що розташовувався недалеко від гирла річки Деркул. Розділивши солдатів і офіцерів на два загони, князь Долгоруков наказав першій команді слідувати вгору по Сіверському Донцю, продовжувати затримання втікачів, а своє військо повернув на північ, по річці Деркул. Однак, донські козаки не стали видавати біглих і крім цього вони були обурені високими податками. Почалося повстання на чолі з Кіндратом Булавіним. Повстанці напали на загін Долгорукова і повністю його знищили, сам полковник був убитий. Брат вбитого Василь придушив повстання і помстився за смерть брата.